# Guillermo Dañino Ribatto
Guillermo Alejandro Dañino Ribatto (chino: 吉叶墨; Trujillo, 2 de diciembre de 1929-2 de enero de 2023) fue un religioso y sinólogo peruano perteneciente a la congregación de los Hermanos de las Escuelas Cristianas, escritor, traductor y reconocido entre los principales actores extranjeros del cine chino.

## Biografía
Guillermo fue el menor de los catorce hijos de Francisco Solano José Dañino de la Torre-Ugarte y de Rosa Ribatto Carranza.
Ingresó a la Congregación de los Hermanos de las Escuelas Cristianas - La Salle, y fue enviado a Arequipa para realizar su proceso de formación como religioso educador. Graduado en la Pontificia Universidad Católica del Perú, cursó estudios de lingüística en la Escuela de Estudios Superiores en Ciencias Sociales de París. 
Residente en China desde mediados de la década de 1970. Se ha desempeñado como profesor de literatura y lingüística en la Universidad de Pekín y Nanjing. Prolífico escritor y traductor del chino al español, también se ha desempeñado como actor cinematográfico en China.
Artículos suyos han sido publicados por la prestigiosa revista de poesía Arquitrave, de Colombia; China Hoy, de Beijing y en programas especiales de Radio "Sol Armonía", de Lima.
La editorial Hiperión ha publicado en España, varias de sus traducciones de poesía china clásica. Sus ediciones bilingües tienen la inusual particularidad de presentar el original chino "traducido" a caracteres modernos y con la lectura en pinyin al pie.
Ha sido catedrático de la Universidad Nacional Mayor de San Marcos, Pontificia Universidad Católica del Perú y Universidad Antonio Ruiz de Montoya.
Falleció el 2 de enero de 2023 a los 93 años.

## Seudónimos
Debido a la transcripción de su nombre al mandarín,  (Jiyemo), también es conocido como Lao Ji.
Por error en la transcripción del chino al inglés, su nombre aparece como H. De Niro, en los créditos de la película Negociaciones en Chongqing (Chongqing tan pan, 1993), cuyo reparto encabeza, en itle/tt0340626/ Chongqing tan pan en IMDb.] Consultado el 1 de febrero de 2014.</ref>

## Cinematografía
Como actor cinematográfico ha participado en casi treinta películas, cortometrajes, y documentales relacionados con la historia y la cultura de China, así como en programas y series de la televisión china, entre las que se destacan, "Te regalo un poco de ternura", "Una joven moderna" con la actriz Ban Hong, "Operación Plutón" con Li Baolin y la estrella de la NBA Yao Ming.
Personajes históricos representados
John Leighton Stuart. Embajador de Estados Unidos en China), en la superproducción Da jue Zhan (La campaña decisiva), exhaustiva descripción de la primera gran campaña de los comunistas chinos en Manchuria en la cual obtuvieron la victoria, pero, irónicamente, el logro del comandante fue ignorado y negado hasta 1990, simplemente porque el comandante era el Mariscal de Campo Lin Biao, quien posteriormente intentó (sin éxito) asesinar al Presidente Mao Zedong en los comienzos de la Gran Revolución Cultural.
Patrick Hurley. Embajador de Estados Unidos. En esta película, ambientada en China poco después de la Segunda Guerra Mundial, Dañino ofrece un retrato del papel desempeñado por ese diplomático, en las negociaciones de paz entre los nacionalistas y los comunistas chinos. Esta parte de la historia china fue prohibida durante casi medio siglo en la República Popular y se mantiene olvidada en la isla de Taiwán. El lanzamiento de esta película simbolizó el reconocimiento final del pasado por el gobierno comunista de China.

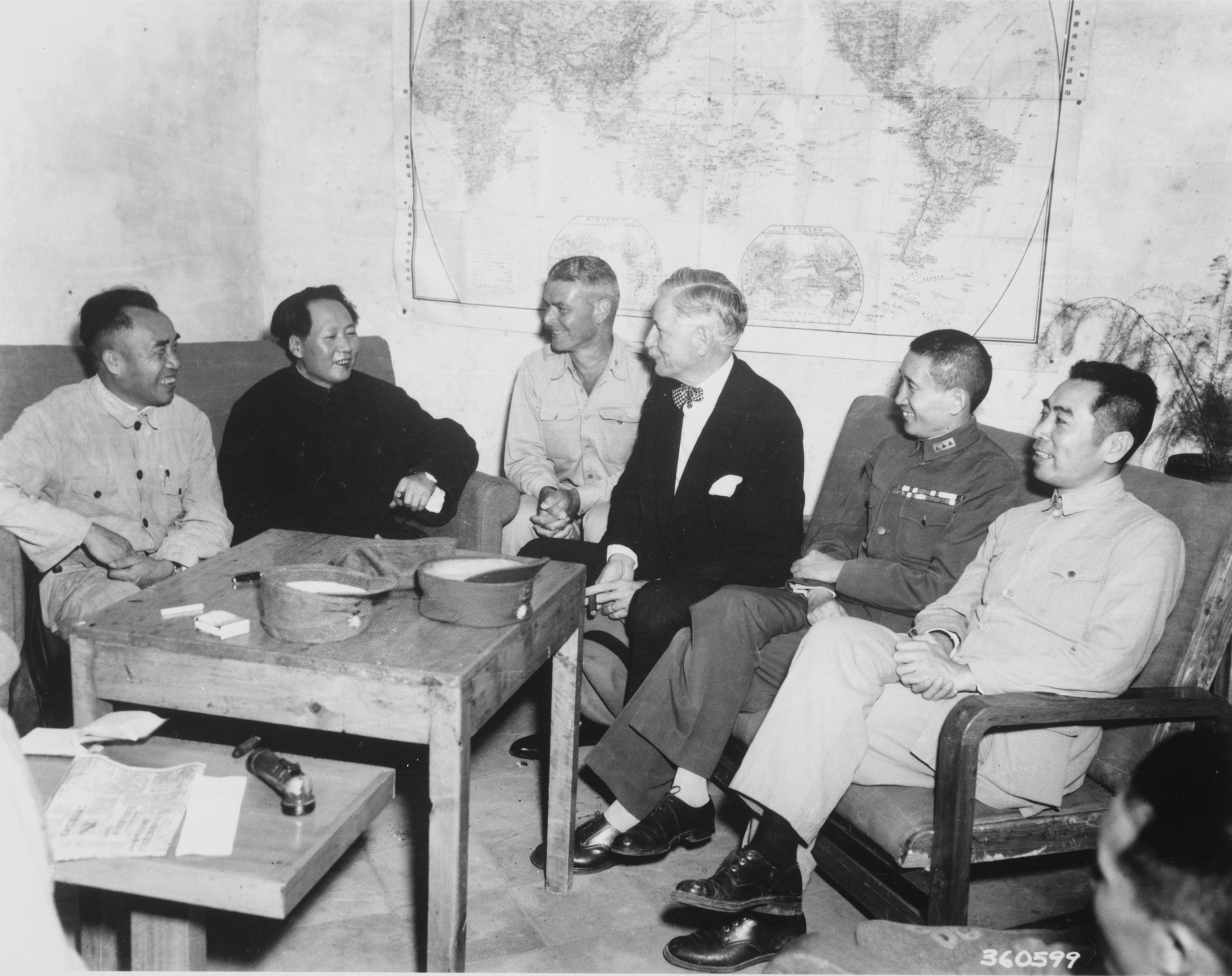
Conferencia en los cuarteles comunistas de Yenan. En el centro aparecen Mao Zedong, Patrick J. Hurley y el coronel I. V. Yeaton (Fotografía de la National Archives and Records Administration)

Mateo Ricci, misionero jesuita, en un documental sobre el Palacio Imperial de Pekín para la Discovery Channel.

## Películas
- 1990：《新潮姑娘》- Una joven moderna, comedia, hizo de hombre de negocios extranjero.
- 1993：《重庆谈判》- Da jue Zhan o La batalla decisiva, filme en tres partes sobre la guerra civil china. Hace el papel de Jhon Leighton Stuart, embajador USA.
- 1999：《毛泽东和斯诺》- Negociaciones en Chongqing

## Reconocimientos
- Condecorado por el Ministerio de Relaciones Exteriores del Perú, en Pekín, con la medalla José Gregorio Paz Soldán.
- Por la Universidad Ricardo Palma, Lima.
- Por la Universidad del Norte, Trujillo.
- Por el Colegio de Traductores del Perú, Lima
- Por el Consorcio de Educación Católica del Perú, Lima.
- Ostenta el título de "Chino honoris causa", otorgado por la colonia china del Perú y descendientes de chinos. Por tal motivo, su nombre aparece en una de las estrellas de la "Calle Capón" de Lima.

## Obras
- 1990 Desde China. Un país fascinante y misterioso. Pontificia Universidad Católica del Perú y Editorial Labrusa. Lima. 1996. (Segunda edición: Petroperú. Lima. 2002).
- 1992 El Abanico de Otoño. Proverbios chinos. Con la colaboración de Zhu Gai.
- 1996 Esculpiendo Dragones. Pontificia Universidad Católica del Perú. Fondo Editorial. Lima, 2 tomos.primera gran antología en español de la literatura china.
- 1996 La Pagoda Blanca. Cien poemas de la dinastía Tang". Pontificia Universidad Católica del Perú. Fondo Editorial.Lima. (Segunda edición: Madrid, Ediciones Hiperión, 2001).
- 1998 Manantial de vino (poemas de Li Po o Li Bai). Pontificia Universidad Católica del Perú. Fondo Editorial. Lima. (Segunda edición: Madrid, Ediciones Hiperión, 2016).
- 1998 Sobre un sauce, la tarde (poemas de Zhang Kejiu). Pontificia Universidad Católica del Perú. Fondo Editorial. Lima. (Segunda edición: Madrid, Ediciones Hiperión, 2001).
- 1999 Cuentos chinos. I Lluvia Editores.Lima.
- 1999 Cuentos chinos II. Lluvia Editores.Lima.
- 2000 La Abeja Diligente. Mil Proverbios Chinos". Lima.
- 2000 Puente de Porcelana. Poemas de Guillermo Dañino. Perú.
- 2001 Bai Juyí. La canción del laúd. Pontificia Universidad Católica del Perú. Colección El Manantial Oculto 2001. Lima.
- 2001 La Danza de las Cometas. Cuarenta cuentos chinos. Breña. Perú.
- 2002 Bosque de Pinceles (poemas de Tu Fu) Pontificia Universidad Católica del Perú. Colección Orientalia. Fondo Editorial 2002. Lima. (Segunda edición: Madrid, Ediciones Hiperión, 2006).
- 2002 Trílabus. Interesante juguete literario en la línea de James Joyce. Con prólogo de Ricardo González Vigil. Editorial Cecosami.Lima.
- 2003 Las historias de la Biblia contadas para niños, en coautoría con Mauricio Zevallos e ilustraciones de Rubén Sáez y Carmen García. Ed. Santillana.
- 2004 La Montaña Vacía (poemas de Wang Wei)Pontificia Universidad Católica del Perú. Colección Orientalia. Fondo Editorial 2004. Lima. 2004. (Segunda edición: Madrid, Ediciones Hiperión, 2004).
- 2004 20 Cuentos chinos y un dragón amarillo. Cuentos para niños. Colección cuenta cosas.Alfaguara-GrupoSantillana. Lima.
- 2005 ¿Y ahora Quién soy yo? Experiencias de un actor peruano en China. Universidad de San Martín de Porres. Lima.
- 2006 Leyendas del Lago del Oeste. Editorial Filarmonía. Lima
- 2007 El maestro de los cinco sauces, poemas de Tao Yuanming (Antología). (Segunda edición: Madrid, Ediciones Hiperión, 2006).[7]
- 2010 Trílabus. Interesante juguete literario en la línea de James Joyce. Con prólogo de Ricardo González Vigíl. Segunda edición. Editorial Bruño. Lima.
- 2011 Diccionario Bruño Español Chino Colección Avanvemos 1. Palabras.304.
- 2012 Diccionario Bruño Español Chino Colección Avancemos 2. Frases Coloquiales 430.
- 2013 Enciclopedia de la Cultura China, en español, publicada por la editorial del gobierno chino Ediciones en Lenguas extranjeras (Waiwen Chubanshe).

En prensa
- Diccionario Bruño Español Chino  Colección Avancemos 3. Proverbios.
- China. Reino del Arte. Las manifestaciones artísticas de China a través del tiempo.

## Obra publicada en antologías
- Traducciones en: Ricardo Silva Santisteban (antologador): Antología general de la traducción en el Perú, volumen VI. Lima, Universidad Ricardo Palma - Editorial Universitaria, 2016. ISBN 978-612-4234-62-0.